# 阿巴迪耶區
36°16′N 1°41′E / 36.267°N 1.683°E
阿巴迪耶區（阿拉伯语：‎），是阿爾及利亞的行政區，位於該國北部，由艾因迪夫拉省負責管轄，首府設於阿巴迪耶，面積424平方公里，2008年人口80,307，人口密度每平方公里189人。